# Ruellia chiquitensis
Ruellia chiquitensis är en akantusväxtart som beskrevs av Henri Ernest Baillon. Ruellia chiquitensis ingår i släktet Ruellia och familjen akantusväxter. Inga underarter finns listade i Catalogue of Life.